# Danh sách thiên thể NGC (7001–7840)
Đây là danh sách các thiên thể NGC 7001–7840 từ Danh mục chung mới về các tinh vân và cụm sao (NGC). Danh sách này liệt kê chủ yếu là các Quần tinh, Tinh vân, và Thiên hà. Các đối tượng khác trong danh mục có thể được tìm thấy trong các trang con khác của Danh sách thiên thể NGC.
Thông tin về chòm sao trong các bảng này được lấy từ The Complete New General Catalogue and Index Catalogue of Nebulae and Star Clusters của J. L. E. Dreyer, được truy cập bằng "Dịch vụ VizieR". Các loại hình thái thiên hà và các đối tượng là thành viên của Đám Mây Magellan Lớn được xác định bằng Cơ sở dữ liệu ngoài thiên hà của NASA / IPAC. Một số dữ liệu khác trong bảng là lấy từ Revised New General Catalogue and Index Catalogue của Wolfgang Steinicke và/hoặc Cơ sở dữ liệu thiên văn SIMBAD trừ khi có chú thích khác.

## 7001–7100
| Số NGC | Tên khác               | Loại thiên thể     | Chòm sao     | Xích kinh (J2000) | Xích vĩ (J2000) | Cấp sao biểu kiến |
| ------ | ---------------------- | ------------------ | ------------ | ----------------- | --------------- | ----------------- |
| 7001   |                        | Thiên hà           | Bảo Bình     | 21h 01m 07.7s     | −00° 11′ 41″    | 13.5              |
| 7002   |                        | Thiên hà           | Ấn Đệ An     | 21h 03m 45s       | −49° 01′ 45″    | 12.4              |
| 7003   |                        | Thiên hà           | Hải Đồn      | 21h 00m 42.3s     | +17° 48′ 17″    | 13                |
| 7004   |                        | Thiên hà           | Ấn Đệ An     | 21h 04m 02s       | −49° 06′ 51″    | 13.1              |
| 7005   |                        | Cụm sao mở         | Bảo Bình     | 21h 01m 57s       | −12° 52′ 48″    |                   |
| 7006   |                        | Cụm sao cầu        | Hải Đồn      | 21h 01m 29.5s     | +16° 11′ 17″    | 10.6              |
| 7007   |                        | Thiên hà           | Ấn Đệ An     | 21h 05m 27.8s     | −52° 33′ 07″    | 11.9              |
| 7008   |                        | Tinh vân hành tinh | Thiên Nga    | 21h 00m 32.8s     | +54° 32′ 38″    | 10.7              |
| 7009   |                        | Tinh vân hành tinh | Bảo Bình     | 21h 04m 10.8s     | −11° 21′ 47″    | 8                 |
| 7010   |                        | Thiên hà           | Bảo Bình     | 21h 04m 39.4s     | −12° 20′ 16″    | 13                |
| 7011   |                        | Cụm sao mở         | Thiên Nga    | 21h 01m 50s       | +47° 21′ 17″    |                   |
| 7012   |                        | Thiên hà           | Hiển Vi Kính | 21h 06m 45.5s     | −44° 48′ 52″    | 12.7              |
| 7013   |                        | Thiên hà           | Thiên Nga    | 21h 03m 33.6s     | +29° 53′ 49″    | 11.5              |
| 7014   |                        | Thiên hà           | Ấn Đệ An     | 21h 07m 52s       | −47° 10′ 43″    | 12.3              |
| 7015   |                        | Thiên hà           | Tiểu Mã      | 21h 05m 37.3s     | +11° 24′ 49″    | 12.4              |
| 7016   |                        | Thiên hà           | Ma Kết       | 21h 07m 16.2s     | −25° 28′ 07″    | 13.7              |
| 7017   |                        | Thiên hà           | Ma Kết       | 21h 07m 20.5s     | −25° 29′ 15″    | 14.4              |
| 7018   |                        | Thiên hà           | Ma Kết       | 21h 07m 25.4s     | −25° 25′ 45″    | 13.5              |
| 7019   |                        | Thiên hà           | Ma Kết       | 21h 06m 25.8s     | −24° 24′ 46″    | 14.1              |
| 7020   |                        | Thiên hà           | Khổng Tước   | 21h 11m 19.9s     | −64° 01′ 31″    | 11.8              |
| 7021   | (Bản sao của NGC 7020) | Thiên hà           | Khổng Tước   | 21h 11m 19.9s     | −64° 01′ 31″    | 11.8              |
| 7022   |                        | Thiên hà           | Ấn Đệ An     | 21h 09m 35.1s     | −49° 18′ 13″    | 13                |
| 7023   |                        | Tinh vân phản xạ   | Tiên Vương   | 21h 01m 35.5s     | +68° 10′ 10″    |                   |
| 7024   |                        | Cụm sao mở         | Thiên Nga    | 21h 06m 09.1s     | +41° 29′ 24″    |                   |
| 7025   |                        | Thiên hà           | Hải Đồn      | 21h 07m 47.4s     | +16° 20′ 09″    | 12.9              |
| 7026   |                        | Tinh vân hành tinh | Thiên Nga    | 21h 06m 18.6s     | +47° 51′ 10″    | 10.9              |
| 7027   |                        | Tinh vân hành tinh | Thiên Nga    | 21h 07m 01.7s     | +42° 14′ 12″    | 8.5               |
| 7028   | Không tồn tại          | Không xác định     | Hải Đồn      | 21h 08m 15s       | +18° 28′ 48″    |                   |
| 7029   |                        | Thiên hà           | Ấn Đệ An     | 21h 11m 51.7s     | −49° 17′ 01″    | 11.4              |
| 7030   |                        | Thiên hà           | Ma Kết       | 21h 11m 13.3s     | −20° 29′ 12″    | 13.7              |
| 7031   |                        | Cụm sao mở         | Thiên Nga    | 21h 07m 12.5s     | +50° 52′ 12″    | 9.1               |
| 7032   |                        | Thiên hà           | Khổng Tước   | 21h 15m 22.9s     | −68° 17′ 15″    | 12.9              |
| 7033   |                        | Thiên hà           | Phi Mã       | 21h 09m 36.2s     | +15° 07′ 31″    | 14.2              |
| 7034   |                        | Thiên hà           | Phi Mã       | 21h 09m 38.1s     | +15° 09′ 04″    | 14                |
| 7035   |                        | Thiên hà           | Ma Kết       | 21h 10m 45.5s     | −23° 08′ 07″    | 14.4              |
| 7036   |                        | Hệ ba sao          | Phi Mã       | 21h 10m 12s       | +15° 22′ 36″    |                   |
| 7037   |                        | Cụm sao mở         | Thiên Nga    | 21h 10m 48s       | +33° 44′ 48″    |                   |
| 7038   |                        | Thiên hà           | Ấn Đệ An     | 21h 15m 07.5s     | −47° 13′ 13″    | 12                |
| 7039   |                        | Cụm sao mở         | Thiên Nga    | 21h 10m 48s       | +45° 37′ 00″    | 7.6               |
| 7040   |                        | Thiên hà           | Tiểu Mã      | 21h 13m 16.5s     | +08° 51′ 54″    | 14                |
| 7041   |                        | Thiên hà           | Ấn Đệ An     | 21h 16m 32.1s     | −48° 21′ 47″    | 11.1              |
| 7042   |                        | Thiên hà           | Phi Mã       | 21h 13m 45.7s     | +13° 34′ 30″    | 12                |
| 7043   |                        | Thiên hà           | Phi Mã       | 21h 14m 04.2s     | +13° 37′ 35″    | 13.8              |
| 7044   |                        | Cụm sao mở         | Thiên Nga    | 21h 13m 09.4s     | +42° 29′ 46″    | 12                |
| 7045   |                        | Sao đôi quang học  | Tiểu Mã      | 21h 14m 50.3s     | +04° 30′ 28″    |                   |
| 7046   |                        | Thiên hà           | Tiểu Mã      | 21h 14m 56s       | +02° 50′ 04″    | 13.2              |
| 7047   |                        | Thiên hà           | Bảo Bình     | 21h 16m 27.4s     | −00° 49′ 35″    | 13.4              |
| 7048   |                        | Tinh vân hành tinh | Thiên Nga    | 21h 14m 15.2s     | +46° 17′ 21″    | 12.1              |
| 7049   |                        | Thiên hà           | Ấn Đệ An     | 21h 19m 00.2s     | −48° 33′ 41″    | 10.6              |
| 7050   |                        | Cụm sao mở         | Thiên Nga    | 21h 15m 08s       | +36° 10′ 30″    |                   |
| 7051   |                        | Thiên hà           | Bảo Bình     | 21h 19m 51.3s     | −08° 46′ 57″    | 13                |
| 7052   |                        | Thiên hà           | Hồ Ly        | 21h 18m 33s       | +26° 26′ 50″    | 12.6              |
| 7053   |                        | Thiên hà           | Phi Mã       | 21h 21m 07.5s     | +23° 05′ 07″    | 13.1              |
| 7054   | Không tồn tại          | Không xác định     | Thiên Nga    | 21h 20m 43.5s     | +39° 10′ 18″    |                   |
| 7055   |                        | Cụm sao mở         | Tiên Vương   | 21h 19m 30s       | +57° 34′ 12″    |                   |
| 7056   |                        | Thiên hà           | Phi Mã       | 21h 22m 07.5s     | +18° 39′ 56″    | 13.1              |
| 7057   |                        | Thiên hà           | Hiển Vi Kính | 21h 24m 58.5s     | −42° 27′ 37″    | 12.7              |
| 7058   |                        | Cụm sao mở         | Thiên Nga    | 21h 21m 00s       | +50° 48′ 30″    |                   |
| 7059   |                        | Thiên hà           | Khổng Tước   | 21h 27m 21.7s     | −60° 00′ 53″    | 11.8              |
| 7060   |                        | Thiên hà           | Hiển Vi Kính | 21h 25m 53.5s     | −42° 24′ 39″    | 12.8              |
| 7061   |                        | Thiên hà           | Ấn Đệ An     | 21h 27m 26.7s     | −49° 03′ 48″    | 13.1              |
| 7062   |                        | Cụm sao mở         | Thiên Nga    | 21h 23m 27.4s     | +46° 22′ 43″    | 8.3               |
| 7063   |                        | Cụm sao mở         | Thiên Nga    | 21h 24m 22s       | +36° 29′ 12″    | 7                 |
| 7064   |                        | Thiên hà           | Ấn Đệ An     | 21h 29m 03.2s     | −52° 46′ 02″    | 12.2              |
| 7065   |                        | Thiên hà           | Bảo Bình     | 21h 26m 42.2s     | −06° 59′ 41″    | 13.7              |
| 7066   |                        | Thiên hà           | Phi Mã       | 21h 26m 13.7s     | +14° 10′ 59″    | 14.2              |
| 7067   |                        | Cụm sao mở         | Thiên Nga    | 21h 24m 24s       | +48° 00′ 36″    | 9.7               |
| 7068   |                        | Thiên hà           | Phi Mã       | 21h 26m 32.3s     | +12° 11′ 04″    | 14                |
| 7069   |                        | Thiên hà           | Bảo Bình     | 21h 28m 05.8s     | −01° 38′ 47″    | 13.5              |
| 7070   |                        | Thiên hà           | Thiên Hạc    | 21h 30m 25.2s     | −43° 05′ 12″    | 12.1              |
| 7071   |                        | Cụm sao mở         | Thiên Nga    | 21h 26m 40s       | +47° 55′ 22″    |                   |
| 7072   |                        | Thiên hà           | Thiên Hạc    | 21h 30m 37s       | −43° 09′ 09″    | 13.6              |
| 7073   |                        | Thiên hà           | Ma Kết       | 21h 29m 26s       | −11° 29′ 19″    | 13.7              |
| 7074   |                        | Thiên hà           | Phi Mã       | 21h 29m 38.8s     | +06° 40′ 56″    | 14.5              |
| 7075   |                        | Thiên hà           | Thiên Hạc    | 21h 31m 32.9s     | −38° 37′ 05″    | 12.8              |
| 7076   |                        | Tinh vân hành tinh | Tiên Vương   | 21h 26m 24.1s     | +62° 53′ 30″    | 13.5              |
| 7077   |                        | Thiên hà           | Bảo Bình     | 21h 29m 59.5s     | +02° 24′ 53″    | 13                |
| 7078   |                        | Cụm sao cầu        | Phi Mã       | 21h 29m 58.3s     | +12° 10′ 03″    | 6.3               |
| 7079   |                        | Thiên hà           | Thiên Hạc    | 21h 32m 35s       | −44° 04′ 03″    | 11.5              |
| 7080   |                        | Thiên hà           | Hồ Ly        | 21h 30m 01.9s     | +26° 43′ 06″    | 12.4              |
| 7081   |                        | Thiên hà           | Bảo Bình     | 21h 31m 24.3s     | +02° 29′ 28″    | 12.8              |
| 7082   |                        | Cụm sao mở         | Thiên Nga    | 21h 29m 17s       | +47° 07′ 36″    | 7.2               |
| 7083   |                        | Thiên hà           | Ấn Đệ An     | 21h 35m 44.6s     | −63° 54′ 12″    | 11.1              |
| 7084   | Không tồn tại          | Không xác định     | Phi Mã       | 21h 32m 33s       | +17° 30′ 30″    |                   |
| 7085   |                        | Thiên hà           | Phi Mã       | 21h 32m 25.1s     | +06° 34′ 54″    | 14.5              |
| 7086   |                        | Cụm sao mở         | Thiên Nga    | 21h 30m 27.5s     | +51° 36′ 02″    | 8.4               |
| 7087   |                        | Thiên hà           | Thiên Hạc    | 21h 34m 33.4s     | −40° 49′ 06″    | 12.9              |
| 7088   | Không tồn tại          | Không xác định     | Bảo Bình     | 21h 33m 22s       | −00° 23′ 00″    |                   |
| 7089   |                        | Cụm sao cầu        | Bảo Bình     | 21h 33m 27.2s     | −00° 49′ 22″    | 6.6               |
| 7090   |                        | Thiên hà           | Ấn Đệ An     | 21h 36m 27.7s     | −54° 33′ 18″    | 10.7              |
| 7091   |                        | Thiên hà           | Thiên Hạc    | 21h 34m 07.7s     | −36° 39′ 14″    | 12.8              |
| 7092   |                        | Cụm sao mở         | Thiên Nga    | 21h 31m 42s       | +48° 25′ 00″    | 4.6               |
| 7093   |                        | Cụm sao mở         | Thiên Nga    | 21h 34m 21s       | +45° 57′ 56″    |                   |
| 7094   |                        | Tinh vân hành tinh | Phi Mã       | 21h 36m 53s       | +12° 47′ 22″    | 13.4              |
| 7095   |                        | Thiên hà           | Nam Cực      | 21h 52m 24.8s     | −81° 31′ 53″    | 11.4              |
| 7096   |                        | Thiên hà           | Ấn Đệ An     | 21h 41m 19.1s     | −63° 54′ 30″    | 11.9              |
| 7097   |                        | Thiên hà           | Thiên Hạc    | 21h 40m 12.8s     | −42° 32′ 21″    | 11.6              |
| 7098   |                        | Thiên hà           | Nam Cực      | 21h 44m 16s       | −75° 06′ 39″    | 11.3              |
| 7099   |                        | Cụm sao cầu        | Ma Kết       | 21h 40m 22s       | −23° 10′ 43″    | 6.9               |
| 7100   |                        | Sao                | Phi Mã       | 21h 39m 06.9s     | +08° 57′ 02″    |                   |

## 7101–7200
| Số NGC | Tên khác | Loại thiên thể                 | Chòm sao   | Xích kinh (J2000) | Xích vĩ (J2000) | Cấp sao biểu kiến |
| ------ | -------- | ------------------------------ | ---------- | ----------------- | --------------- | ----------------- |
| 7129   |          | Cụm sao mở                     | Tiên Vương | 21h 42m 56s       | +66° 06′        | 11.5              |
| 7139   |          | Tinh vân hành tinh             | Tiên Vương | 21h 46m 08s       | +63° 47′ 29.45″ | 13.3              |
| 7142   |          | Cụm sao mở                     | Tiên Vương | 21h 45m 09s       | 65° 46′ 30″     | 10.4              |
| 7160   |          | Cụm sao mở                     | Tiên Vương | 21h 53m 40s       | +62° 36′ 12″    | 6.1               |
| 7184   |          | Thiên hà xoắn ốc có thanh chắn | Bảo Bình   | 22h 02m 39.8s     | −20° 48′ 46″    | 11.1              |
| 7190   |          | Thiên hà hình hạt đậu          | Phi Mã     | 22h 03m 06.6s     | +11° 11′ 59″    | 13.9              |
| 7191   |          | Thiên hà xoắn ốc               | Ấn Đệ An   | 22h 06m 52.8s     | −64° 38′ 04″    | 13.1              |
| 7196   |          | Thiên hà elip                  | Ấn Đệ An   | 22h 05m 54.8s     | −50° 07′ 10″    | 11.4              |
| 7199   |          | Thiên hà xoắn ốc có thanh chắn | Ấn Đệ An   | 22h 08m 30.1s     | −64° 42′ 22″    |                   |

## 7201–7300
| Số NGC | Tên khác                        | Loại thiên thể        | Chòm sao  | Xích kinh (J2000) | Xích vĩ (J2000) | Cấp sao biểu kiến |
| ------ | ------------------------------- | --------------------- | --------- | ----------------- | --------------- | ----------------- |
| 7213   |                                 | Thiên hà hình hạt đậu | Thiên Hạc | 22h 09m 16.3s     | −47° 09′ 59″    | 10.1              |
| 7217   |                                 | Thiên hà xoắn ốc      | Phi Mã    | 22h 07m 52.6s     | +31° 21′ 33″    | 11.0              |
| 7243   |                                 | Cụm sao mở            | Hiết Hổ   | 22h 15m 08.6s     | +49° 53′ 51″    | 6.4               |
| 7250   |                                 | Thiên hà vô định hình | Hiết Hổ   | 22h 18m 17.776s   | +40° 33′ 44.66″ | 12.58             |
| 7252   | Nguyên tử cho Thiên hà Hòa Bình | Thiên hà hình hạt đậu | Bảo Bình  | 22h 20m 44.8s     | −24° 40′ 42″    | 12.7              |
| 7257   |                                 | Thiên hà xoắn ốc      | Bảo Bình  | 22h 22m 35.4s     | −04° 07′ 26″    | 14                |
| 7259   |                                 | Thiên hà xoắn ốc      | Nam Ngư   | 22h 23m 05.5s     | −28° 57′ 17.4″  | 13.1              |
| 7293   | Tinh vân Helix                  | Tinh vân hành tinh    | Bảo Bình  | 22h 29m 38.6s     | −20° 50′ 14″    | 13.2              |

## 7301–7400
| Số NGC | Tên khác                         | Loại thiên thể                 | Chòm sao   | Xích kinh (J2000) | Xích vĩ (J2000) | Cấp sao biểu kiến |
| ------ | -------------------------------- | ------------------------------ | ---------- | ----------------- | --------------- | ----------------- |
| 7301   |                                  | Thiên hà xoắn ốc có thanh chắn | Bảo Bình   | 22h 30m 34.8s     | −17° 34′ 25″    | 13.3              |
| 7302   |                                  | Thiên hà elip                  | Bảo Bình   | 22h 32m 23.9s     | −14° 07′ 15″    | 12.3              |
| 7303   |                                  | Thiên hà xoắn ốc               | Phi Mã     | 22h 31m 33.0s     | +30° 57′ 24″    | 12.8              |
| 7314   |                                  | Thiên hà xoắn ốc               | Nam Ngư    | 22h 35m 46.1s     | −26° 03′ 02″    | 11.6              |
| 7315   |                                  | Thiên hà hình hạt đậu          | Phi Mã     | 22h 35m 31.9s     | +34° 48′ 11″    | 13.8              |
| 7318   | (Một phần của Stephan's Quintet) | Tương tác thiên hà             | Phi Mã     | 22h 35m 58.4s     | +33° 57′ 57″    | 13.9              |
| 7318a  | (Một phần của Stephan's Quintet) | Tương tác thiên hà             | Phi Mã     | 22h 35m 56.9s     | +33° 57′ 54″    | 14.9              |
| 7318b  | (Một phần của Stephan's Quintet) | Tương tác thiên hà             | Phi Mã     | 22h 35m 58.5s     | +33° 57′ 55″    | 14.1              |
| 7319   | (Một phần của Stephan's Quintet) | Tương tác thiên hà             | Phi Mã     | 22h 36m 03.7s     | +33° 58′ 31″    | 14.8              |
| 7320   |                                  | Thiên hà xoắn ốc               | Phi Mã     | 22h 36m 03.6s     | +33° 56′ 53″    | 13.8              |
| 7320c  |                                  | Thiên hà xoắn ốc               | Phi Mã     | 22h 36m 20.3s     | +33° 59′ 07″    | 17                |
| 7331   |                                  | Thiên hà xoắn ốc               | Phi Mã     | 22h 37m 04.3s     | +34° 24′ 59″    | 10.4              |
| 7332   |                                  | Thiên hà hình hạt đậu          | Phi Mã     | 22h 37m 24.5s     | +23° 47′ 54″    | 12.0              |
| 7335   |                                  | Thiên hà hình hạt đậu          | Phi Mã     | 22h 37m 19.5s     | +34° 26′ 50″    | 14.7              |
| 7337   |                                  | Thiên hà xoắn ốc               | Phi Mã     | 22h 37m 26.8s     | +34° 22′ 26″    | 15.7              |
| 7340   |                                  | Thiên hà elip                  | Phi Mã     | 22h 37m 44.2s     | +34° 24′ 36″    | 14.9              |
| 7343   |                                  | Thiên hà xoắn ốc               | Phi Mã     | 22h 38m 38.0s     | +34° 04′ 17″    | 14.3              |
| 7354   |                                  | Tinh vân hành tinh             | Tiên Vương | 22h 40m 19.9s     | +61° 17′ 08″    |                   |
| 7380   |                                  | Cụm sao mở                     | Tiên Vương | 22h 47m           | +58° 07′        | 7.6               |

## 7401–7500
| Số NGC | Tên khác | Loại thiên thể     | Chòm sao   | Xích kinh (J2000) | Xích vĩ (J2000) | Cấp sao biểu kiến |
| ------ | -------- | ------------------ | ---------- | ----------------- | --------------- | ----------------- |
| 7418   |          | Thiên hà xoắn ốc   | Thiên Hạc  | 22h 56m 36.2s     | −37° 01′ 48.3″  | 11.0              |
| 7419   |          | Cụm sao mở         | Tiên Vương | 22h 54m 20s       | +60° 48′ 54″    | 13.0              |
| 7424   |          | Thiên hà xoắn ốc   | Thiên Hạc  | 22h 57m 18s       | −41° 04′ 14″    | 11.0              |
| 7448   |          | Tương tác thiên hà | Phi Mã     | 23h 00m 03.6s     | +15° 58′ 49″    | 11.4              |
| 7469   |          | Thiên hà xoắn ốc   | Phi Mã     | 23h 03m 15.6s     | +08° 42′ 26″    | 12.3              |
| 7479   |          | Thiên hà xoắn ốc   | Phi Mã     | 23h 04m 56.7s     | +12° 19′ 23″    | 11.7              |

## 7501–7600
| Số NGC | Tên khác | Loại thiên thể                 | Chòm sao   | Xích kinh (J2000) | Xích vĩ (J2000) | Cấp sao biểu kiến |
| ------ | -------- | ------------------------------ | ---------- | ----------------- | --------------- | ----------------- |
| 7510   |          | Cụm sao mở                     | Tiên Vương | 23h 11m           | +60° 34′        | 8.8               |
| 7531   |          | Thiên hà xoắn ốc               | Thiên Hạc  | 23h 14m 48.5s     | −43° 35′ 59.8″  | 11.3              |
| 7537   |          | Thiên hà xoắn ốc               | Song Ngư   | 23h 14m 34.5s     | +04° 29′ 54″    | 13.9              |
| 7552   |          | Thiên hà xoắn ốc có thanh chắn | Thiên Hạc  | 23h 16m 10.7s     | −42° 35′ 05″    | 11.2              |
| 7582   |          | Thiên hà Seyfert               | Thiên Hạc  | 23h 18m 23.5s     | −42° 22′ 14″    | 11.37             |
| 7600   |          | Thiên hà elip                  | Bảo Bình   | 23h 18m 53.8s     | −07° 34′ 50″    | 12.95             |

## 7601–7700
| Số NGC | Tên khác                        | Loại thiên thể     | Chòm sao | Xích kinh (J2000) | Xích vĩ (J2000) | Cấp sao biểu kiến |
| ------ | ------------------------------- | ------------------ | -------- | ----------------- | --------------- | ----------------- |
| 7603   |                                 | Thiên hà Seyfert   | Song Ngư | 23h 18m 56.4s     | +00° 14′ 38.2″  | 14.04             |
| 7606   |                                 | Thiên hà xoắn ốc   | Bảo Bình | 23h 19m 04.8s     | −08° 29′ 06″    | 10.8              |
| 7610   |                                 | Thiên hà xoắn ốc   | Phi Mã   | 23h 19m 41.4s     | +10° 11′ 06″    | 13.44             |
| 7635   | Tinh vân Bong Bóng              | Tinh vân phát xạ   | Tiên Hậu | 23h 20m 48.3s     | +61° 12′ 06″    |                   |
| 7654   | Messier 52                      | Cụm sao mở         | Tiên Hậu | 23h 24m 48.0s     | +61° 35′ 36″    |                   |
| 7662   | Quả cầu tuyết xanh của Copeland | Tinh vân hành tinh | Tiên Nữ  | 23h 25m 54.0s     | +42° 32′ 06″    | 8.6               |
| 7673   |                                 | Thiên hà xoắn ốc   | Phi Mã   | 23h 27m 41.4s     | +23° 35′ 21″    | 13.2              |
| 7674   |                                 | Thiên hà xoắn ốc   | Phi Mã   | 23h 27m 56.7s     | +08° 46′ 45″    | 13.1              |
| 7686   |                                 | Cụm sao mở         | Tiên Nữ  | 23h 29m 41.3s     | +49° 10′ 12″    | 5.6               |

## 7701–7800
| Số NGC | Tên khác | Loại thiên thể                 | Chòm sao     | Xích kinh (J2000) | Xích vĩ (J2000) | Cấp sao biểu kiến |
| ------ | -------- | ------------------------------ | ------------ | ----------------- | --------------- | ----------------- |
| 7701   |          | Thiên hà hình hạt đậu          | Song Ngư     | 23h 34m 31.5s     | −02° 51′ 15″    | 14.36             |
| 7702   |          | Thiên hà hình hạt đậu          | Phượng Hoàng | 23h 35m 28.9s     | −56° 00′ 44″    | 13.08             |
| 7703   |          | Thiên hà hình hạt đậu          | Phi Mã       | 23h 34m 46.9s     | +16° 04′ 33″    | 14.41             |
| 7704   |          | Thiên hà hình hạt đậu          | Song Ngư     | 23h 35m 01.0s     | +04° 53′ 51″    | 14.4              |
| 7705   |          | Thiên hà hình hạt đậu          | Song Ngư     | 23h 35m 02.5s     | +04° 48′ 14″    | 15.4              |
| 7706   |          | Thiên hà hình hạt đậu          | Song Ngư     | 23h 35m 10.4s     | +04° 57′ 51″    | 14.24             |
| 7707   |          | Thiên hà hình hạt đậu          | Tiên Nữ      | 23h 34m 51.4s     | +44° 18′ 15″    | 14.4              |
| 7708   |          | Cụm sao mở                     | Tiên Vương   | 23h 35m 01.4s     | +72° 49′ 59″    |                   |
| 7709   |          | Thiên hà hình hạt đậu          | Bảo Bình     | 23h 35m 27.5s     | −16° 42′ 18″    | 13.6              |
| 7710   |          | Thiên hà hình hạt đậu          | Song Ngư     | 23h 35m 46.1s     | −02° 52′ 51″    | 14.95             |
| 7711   |          | Thiên hà hình hạt đậu          | Phi Mã       | 23h 35m 39.4s     | +15° 18′ 07″    | 13.1              |
| 7712   |          | Thiên hà xoắn ốc               | Phi Mã       | 23h 35m 51.6s     | +23° 37′ 07″    | 13.74             |
| 7713   |          | Thiên hà xoắn ốc có thanh chắn | Ngọc Phu     | 23h 36m 15.0s     | −37° 56′ 17″    | 11.6              |
| 7713A  |          | Thiên hà xoắn ốc có thanh chắn | Ngọc Phu     | 23h 37m 08.3s     | −37° 42′ 51″    | 12.98             |
| 7714   |          | Thiên hà xoắn ốc               | Song Ngư     | 23h 36m 14.1s     | +02° 09′ 19″    | 12.5              |
| 7715   |          | Thiên hà vô định hình          | Song Ngư     | 23h 36m 22.1s     | +02° 09′ 23″    | 14.68             |
| 7716   |          | Thiên hà xoắn ốc               | Song Ngư     | 23h 36m 31.4s     | +00° 17′ 50″    | 12.82             |
| 7717   |          | Thiên hà hình hạt đậu          | Bảo Bình     | 23h 37m 43.7s     | −15° 07′ 07″    | 13.83             |
| 7718   |          | Thiên hà xoắn ốc               | Phi Mã       | 23h 38m 05.0s     | +25° 43′ 11″    | 15.01             |
| 7719   |          | Thiên hà xoắn ốc               | Bảo Bình     | 23h 38m 02.6s     | −22° 58′ 28″    | 15.12             |
| 7720   |          | Thiên hà elip                  | Phi Mã       | 23h 38m 29.4s     | +27° 01′ 53″    | 13.9              |
| 7721   |          | Thiên hà xoắn ốc               | Bảo Bình     | 23h 38m 48.6s     | −06° 31′ 04″    | 12.22             |
| 7722   |          | Thiên hà hình hạt đậu          | Phi Mã       | 23h 38m 41.2s     | +15° 57′ 17″    | 13.3              |
| 7723   |          | Thiên hà xoắn ốc có thanh chắn | Bảo Bình     | 23h 38m 57.1s     | −12° 57′ 40″    | 11.94             |
| 7724   |          | Thiên hà xoắn ốc có thanh chắn | Bảo Bình     | 23h 39m 07.1s     | −12° 13′ 27″    | 13.9              |
| 7725   |          | Thiên hà hình hạt đậu          | Bảo Bình     | 23h 39m 14.8s     | −04° 32′ 22″    | 15                |
| 7726   |          | Thiên hà xoắn ốc có thanh chắn | Phi Mã       | 23h 39m 11.9s     | +27° 06′ 55″    | 15.04             |
| 7727   |          | Thiên hà xoắn ốc               | Bảo Bình     | 23h 39m 53.7s     | −12° 17′ 34″    | 11.5              |
| 7728   |          | Thiên hà elip                  | Phi Mã       | 23h 40m 00.8s     | +27° 08′ 01″    | 14.13             |
| 7729   |          | Thiên hà xoắn ốc               | Phi Mã       | 23h 40m 33.6s     | +29° 11′ 17″    | 14.37             |
| 7730   |          | Thiên hà xoắn ốc có thanh chắn | Phi Mã       | 23h 40m 45.9s     | −20° 30′ 32″    | 15.14             |
| 7731   |          | Thiên hà xoắn ốc có thanh chắn | Song Ngư     | 23h 41m 29.1s     | +03° 44′ 24″    | 13.51             |
| 7732   |          | Thiên hà xoắn ốc               | Song Ngư     | 23h 41m 33.9s     | +03° 43′ 30″    | 14.27             |
| 7733   |          | Thiên hà xoắn ốc có thanh chắn | Đỗ Quyên     | 23h 42m 32.9s     | −65° 57′ 23″    | 14.29             |
| 7734   |          | Thiên hà xoắn ốc có thanh chắn | Đỗ Quyên     | 23h 42m 42.9s     | −65° 56′ 41″    | 13.89             |
| 7735   |          | Thiên hà elip                  | Phi Mã       | 23h 42m 17.3s     | +26° 13′ 54″    | 14.56             |
| 7736   |          | Thiên hà hình hạt đậu          | Bảo Bình     | 23h 42m 25.8s     | −19° 27′ 08″    | 13.87             |
| 7737   |          | Thiên hà hình hạt đậu          | Phi Mã       | 23h 42m 46.4s     | +27° 03′ 11″    | 14.81             |
| 7738   |          | Thiên hà xoắn ốc có thanh chắn | Song Ngư     | 23h 44m 02.0s     | +00° 31′ 00″    | 13.9              |
| 7739   |          | Thiên hà elip                  | Song Ngư     | 23h 44m 30.1s     | +00° 19′ 14″    | 14.7              |
| 7740   |          | Thiên hà hình hạt đậu          | Phi Mã       | 23h 43m 32.3s     | +27° 18′ 43″    | 14.9              |
| 7741   |          | Thiên hà xoắn ốc có thanh chắn | Phi Mã       | 23h 43m 54.4s     | +26° 04′ 32″    | 11.84             |
| 7742   |          | Thiên hà xoắn ốc               | Phi Mã       | 23h 44m 22.1s     | +10° 46′ 01″    | 12.35             |
| 7743   |          | Thiên hà hình hạt đậu          | Phi Mã       | 23h 44m 21.1s     | +09° 56′ 03″    | 12.38             |
| 7744   |          | Thiên hà hình hạt đậu          | Phượng Hoàng | 23h 44m 59.2s     | −42° 54′ 39″    | 12.87             |
| 7745   |          | Thiên hà elip                  | Phi Mã       | 23h 44m 45.8s     | +25° 54′ 32″    | 15.5              |
| 7746   |          | Thiên hà hình hạt đậu          | Song Ngư     | 23h 45m 20.0s     | −01° 41′ 06″    | 14.07             |
| 7747   |          | Thiên hà xoắn ốc có thanh chắn | Phi Mã       | 23h 45m 32.2s     | +27° 21′ 39″    | 14.38             |
| 7748   |          | Sao                            | Tiên Vương   | 23h 44m 56.7s     | +69° 45′ 17″    | 7.17              |
| 7749   |          | Thiên hà hình hạt đậu          | Ngọc Phu     | 23h 45m 47.5s     | −29° 31′ 04″    | 14.34             |
| 7750   |          | Thiên hà xoắn ốc               | Song Ngư     | 23h 46m 37.8s     | +03° 47′ 59″    | 13.49             |
| 7751   |          | Thiên hà xoắn ốc               | Song Ngư     | 23h 46m 58.3s     | +06° 51′ 43″    | 13.81             |
| 7752   |          | Thiên hà hình hạt đậu          | Phi Mã       | 23h 46m 58.5s     | +29° 27′ 32″    | 15                |
| 7753   |          | Thiên hà xoắn ốc có thanh chắn | Phi Mã       | 23h 47m 04.8s     | +29° 29′ 00″    | 12.83             |
| 7754   |          | Thiên hà xoắn ốc               | Bảo Bình     | 23h 49m 11.2s     | −16° 36′ 02″    | 15.5              |
| 7755   |          | Thiên hà xoắn ốc có thanh chắn | Ngọc Phu     | 23h 47m 51.7s     | −30° 31′ 19″    | 12.56             |
| 7756   |          | Sao                            | Song Ngư     | 23h 48m 28.6s     | +04° 07′ 31″    |                   |
| 7757   |          | Thiên hà xoắn ốc               | Song Ngư     | 23h 48m 45.5s     | +04° 10′ 16″    | 13.14             |
| 7758   |          | Thiên hà hình hạt đậu          | Bảo Bình     | 23h 48m 55.2s     | −22° 01′ 27″    | 15.36             |
| 7759   |          | Thiên hà hình hạt đậu          | Bảo Bình     | 23h 48m 54.7s     | −16° 32′ 28″    | 14.5              |
| 7759A  |          | Thiên hà xoắn ốc               | Bảo Bình     | 23h 48m 56.9s     | −16° 32′ 26″    | 15.5              |
| 7760   |          | Thiên hà elip                  | Phi Mã       | 23h 49m 11.9s     | +30° 58′ 59″    | 14.45             |
| 7761   |          | Thiên hà hình hạt đậu          | Bảo Bình     | 23h 51m 28.9s     | −13° 22′ 54″    | 13.95             |
| 7762   |          | Cụm sao mở                     | Tiên Vương   | 23h 50m 01.7s     | +68° 02′ 17″    |                   |
| 7763   |          | Thiên hà hình hạt đậu          | Bảo Bình     | 23h 50m 15.7s     | −16° 35′ 24″    | 15.25             |
| 7764   |          | Thiên hà vô định hình          | Phượng Hoàng | 23h 50m 54.0s     | −40° 43′ 42″    | 12.6              |
| 7764A1 |          | Thiên hà hình hạt đậu          | Phượng Hoàng | 23h 53m 20.1s     | −40° 48′ 15″    | 15.35             |
| 7764A2 |          | Thiên hà xoắn ốc               | Phượng Hoàng | 23h 53m 22.5s     | −40° 48′ 37″    | 15.35             |
| 7764A3 |          | Thiên hà xoắn ốc               | Phượng Hoàng | 23h 53m 26.2s     | −40° 48′ 57″    | 16.61             |
| 7765   |          | Thiên hà xoắn ốc có thanh chắn | Phi Mã       | 23h 50m 52.1s     | +27° 09′ 59″    | 15.46             |
| 7766   |          | Thiên hà hình hạt đậu          | Phi Mã       | 23h 50m 55.9s     | +27° 07′ 35″    | 15                |
| 7767   |          | Thiên hà hình hạt đậu          | Phi Mã       | 23h 50m 56.3s     | +27° 05′ 14″    | 14.5              |
| 7768   |          | Thiên hà elip                  | Phi Mã       | 23h 50m 58.6s     | +27° 08′ 51″    | 13.24             |
| 7769   |          | Thiên hà xoắn ốc               | Phi Mã       | 23h 51m 04.0s     | +20° 09′ 02″    | 12.77             |
| 7770   |          | Thiên hà hình hạt đậu          | Phi Mã       | 23h 51m 22.5s     | +20° 05′ 47″    | 14.4              |
| 7771   |          | Thiên hà xoắn ốc có thanh chắn | Phi Mã       | 23h 51m 24.8s     | +20° 06′ 42″    | 12.2              |
| 7772   |          | Không tồn tại                  | Phi Mã       | 23h 51m 45.9s     | +16° 14′ 53″    |                   |
| 7773   |          | Thiên hà xoắn ốc có thanh chắn | Phi Mã       | 23h 52m 09.9s     | +31° 16′ 36″    | 14.24             |
| 7774   |          | Thiên hà elip                  | Phi Mã       | 23h 52m 11.2s     | +11° 28′ 12″    | 14.6              |
| 7775   |          | Thiên hà xoắn ốc               | Phi Mã       | 23h 52m 24.4s     | +28° 46′ 22″    | 13.96             |
| 7776   |          | Thiên hà xoắn ốc               | Bảo Bình     | 23h 54m 16.5s     | −13° 35′ 11″    | 14.65             |
| 7777   |          | Thiên hà hình hạt đậu          | Phi Mã       | 23h 53m 12.5s     | +28° 17′ 00″    | 14.3              |
| 7778   |          | Thiên hà elip                  | Song Ngư     | 23h 53m 19.7s     | +07° 52′ 15″    | 13.68             |
| 7779   |          | Thiên hà hình hạt đậu          | Song Ngư     | 23h 53m 26.8s     | +07° 52′ 32″    | 13.66             |
| 7780   |          | Thiên hà xoắn ốc có thanh chắn | Song Ngư     | 23h 53m 32.2s     | +08° 07′ 05″    | 14.8              |
| 7781   |          | Thiên hà xoắn ốc               | Song Ngư     | 23h 53m 46.0s     | +07° 51′ 38″    | 15                |
| 7782   |          | Thiên hà xoắn ốc               | Song Ngư     | 23h 53m 53.9s     | +07° 58′ 14″    | 13.08             |
| 7783   |          | Thiên hà hình hạt đậu          | Song Ngư     | 23h 54m 10.1s     | +00° 22′ 58″    | 13.9              |
| 7783B  |          | Thiên hà hình hạt đậu          | Song Ngư     | 23h 54m 12.1s     | +00° 22′ 37″    | 14.99             |
| 7783C  |          | Thiên hà elip                  | Song Ngư     | 23h 54m 13.8s     | +00° 21′ 25″    | 16.27             |
| 7783D  |          | Thiên hà xoắn ốc               | Song Ngư     | 23h 54m 10.6s     | +00° 23′ 39″    | 16.94             |
| 7784   |          | Thiên hà elip                  | Phi Mã       | 23h 55m 13.7s     | +21° 45′ 44″    | 15.5              |
| 7785   |          | Thiên hà elip                  | Song Ngư     | 23h 55m 19.0s     | +05° 54′ 57″    | 12.63             |
| 7786   |          | Thiên hà xoắn ốc               | Phi Mã       | 23h 55m 21.5s     | +21° 35′ 17″    | 14.1              |
| 7787   |          | Thiên hà hình hạt đậu          | Song Ngư     | 23h 56m 07.8s     | +00° 32′ 58″    | 15                |
| 7788   |          | Cụm sao mở                     | Tiên Hậu     | 23h 56m 45.6s     | +61° 24′ 00″    |                   |
| 7789   |          | Cụm sao mở                     | Tiên Hậu     | 23h 57m 24.0s     | +56° 42′ 30″    |                   |
| 7790   |          | Cụm sao mở                     | Tiên Hậu     | 23h 58m 24.2s     | +61° 12′ 30″    |                   |
| 7791   |          | Sao đôi quang học              | Phi Mã       | 23h 57m 57.3s     | +10° 45′ 57″    | 12.9              |
| 7792   |          | Thiên hà xoắn ốc               | Phi Mã       | 23h 58m 03.6s     | +16° 30′ 05″    | 15                |
| 7793   |          | Thiên hà xoắn ốc               | Ngọc Phu     | 23h 57m 49.8s     | −32° 35′ 28″    | 9.98              |
| 7794   |          | Thiên hà xoắn ốc               | Phi Mã       | 23h 58m 34.1s     | +10° 43′ 41″    | 13.53             |
| 7795   |          | Cụm sao mở                     | Tiên Hậu     | 23h 58m 37.4s     | +60° 02′ 06″    |                   |
| 7796   |          | Thiên hà elip                  | Phượng Hoàng | 23h 58m 59.8s     | −55° 27′ 30″    | 12.46             |
| 7797   |          | Thiên hà xoắn ốc               | Song Ngư     | 23h 58m 58.9s     | +03° 38′ 05″    | 14.5              |
| 7798   |          | Thiên hà xoắn ốc có thanh chắn | Phi Mã       | 23h 59m 25.5s     | +20° 44′ 59″    | 12.97             |
| 7799   |          | Sao                            | Phi Mã       | 23h 59m 31.5s     | +31° 17′ 44″    | 15.2              |
| 7800   |          | Thiên hà vô định hình          | Phi Mã       | 23h 59m 36.3s     | +14° 48′ 20″    | 13.06             |

## 7801–7840
| Số NGC | Tên khác                                     | Loại thiên thể                 | Chòm sao   | Xích kinh (J2000) | Xích vĩ (J2000) | Cấp sao biểu kiến |
| ------ | -------------------------------------------- | ------------------------------ | ---------- | ----------------- | --------------- | ----------------- |
| 7801   |                                              | Cụm sao mở                     | Tiên Hậu   | 00h 00m 21.4s     | +50° 44′ 42″    |                   |
| 7802   |                                              | Thiên hà hình hạt đậu          | Kình Ngư   | 00h 01m 00.4s     | +06° 14′ 31″    | 14.48             |
| 7803   |                                              | Thiên hà xoắn ốc               | Song Ngư   | 00h 01m 20.0s     | +13° 06′ 41″    | 14.06             |
| 7804   |                                              | Sao đôi quang học              | Kình Ngư   | 00h 01m 18.8s     | +07° 44′ 59″    |                   |
| 7805   |                                              | Thiên hà hình hạt đậu          | Kình Ngư   | 00h 01m 26.8s     | +31° 26′ 01″    | 14.16             |
| 7806   |                                              | Thiên hà xoắn ốc               | Song Ngư   | 00h 01m 30.0s     | +31° 26′ 31″    | 14.31             |
| 7807   |                                              | Thiên hà xoắn ốc               | Kình Ngư   | 00h 00m 26.6s     | −18° 50′ 31″    | 15.06             |
| 7808   |                                              | Thiên hà hình hạt đậu          | Kình Ngư   | 00h 03m 32.1s     | −10° 44′ 41″    | 14.22             |
| 7809   |                                              | Thiên hà xoắn ốc               | Kình Ngư   | 00h 02m 09.4s     | +02° 56′ 28″    | 15.14             |
| 7810   |                                              | Thiên hà hình hạt đậu          | Song Ngư   | 00h 02m 19.1s     | +12° 58′ 18″    | 14.03             |
| 7811   |                                              | Thiên hà xoắn ốc               | Song Ngư   | 00h 02m 26.5s     | +03° 21′ 07″    | 15.06             |
| 7812   |                                              | Thiên hà xoắn ốc               | Ngọc Phu   | 00h 02m 54.5s     | −34° 14′ 08″    | 13.86             |
| 7813   | (Giả định là IC 5384)/ (Bản sao của IC 5384) | Thiên hà xoắn ốc               | Kình Ngư   | 00h 04m 09.1s     | −11° 59′ 02″    | 14.96             |
| 7814   |                                              | Thiên hà xoắn ốc               | Phi Mã     | 00h 03m 14.9s     | +16° 08′ 44″    | 11.56             |
| 7815   |                                              | Sao                            | Phi Mã     | 00h 03m 24.8s     | +20° 42′ 15″    |                   |
| 7816   |                                              | Thiên hà xoắn ốc               | Song Ngư   | 00h 03m 48.8s     | +07° 28′ 43″    | 13.61             |
| 7817   |                                              | Thiên hà xoắn ốc               | Phi Mã     | 00h 03m 58.9s     | +20° 45′ 08″    | 12.56             |
| 7818   |                                              | Thiên hà xoắn ốc               | Song Ngư   | 00h 04m 08.8s     | +07° 22′ 46″    | 14.67             |
| 7819   |                                              | Thiên hà xoắn ốc có thanh chắn | Phi Mã     | 00h 04m 24.5s     | +31° 28′ 19″    | 14.18             |
| 7820   |                                              | Thiên hà hình hạt đậu          | Song Ngư   | 00h 04m 30.8s     | +05° 21′ 01″    | 13.87             |
| 7821   |                                              | Thiên hà xoắn ốc               | Kình Ngư   | 00h 05m 16.7s     | −16° 28′ 37″    | 13.77             |
| 7822   |                                              | Tinh vân                       | Tiên Vương | 00h 03m 35.3s     | +67° 09′ 42″    |                   |
| 7823   |                                              | Thiên hà xoắn ốc               | Đỗ Quyên   | 00h 04m 45.6s     | −62° 03′ 42″    | 13.4              |
| 7824   |                                              | Thiên hà xoắn ốc               | Song Ngư   | 00h 06m 06.2s     | +06° 55′ 12″    | 14.07             |
| 7825   |                                              | Thiên hà xoắn ốc               | Song Ngư   | 00h 05m 06.6s     | +05° 12′ 13″    | 15.5              |
| 7826   |                                              | Không tồn tại                  | Kình Ngư   | 00h 05m 19.3s     | −20° 41′ 18″    |                   |
| 7827   |                                              | Thiên hà hình hạt đậu          | Song Ngư   | 00h 05m 27.6s     | +05° 13′ 20″    | 14.93             |
| 7828   |                                              | Thiên hà vô định hình          | Kình Ngư   | 00h 06m 27.1s     | −13° 24′ 58″    | 14.4              |
| 7829   |                                              | Thiên hà hình hạt đậu          | Kình Ngư   | 00h 06m 29.0s     | −13° 25′ 14″    | 15.4              |
| 7830   |                                              | Sao                            | Song Ngư   | 00h 06m 01.8s     | +08° 20′ 34″    |                   |
| 7831   |                                              | Thiên hà xoắn ốc               | Tiên Nữ    | 00h 07m 19.5s     | +32° 36′ 33″    | 13.6              |
| 7832   |                                              | Thiên hà elip                  | Song Ngư   | 00h 06m 28.4s     | −03° 42′ 58″    | 13.89             |
| 7833   |                                              | Cụm sao mở                     | Phi Mã     | 00h 06m 31.4s     | +27° 38′ 23″    |                   |
| 7834   |                                              | Thiên hà xoắn ốc               | Song Ngư   | 00h 06m 37.8s     | +08° 22′ 04″    | 14.95             |
| 7835   |                                              | Thiên hà xoắn ốc               | Song Ngư   | 00h 06m 46.8s     | +08° 25′ 33″    | 15.43             |
| 7836   |                                              | Thiên hà hình hạt đậu          | Tiên Nữ    | 00h 08m 01.6s     | +33° 04′ 15″    | 14.4              |
| 7837   |                                              | Thiên hà xoắn ốc               | Song Ngư   | 00h 06m 51.4s     | +08° 21′ 05″    | 16                |
| 7838   |                                              | Thiên hà hình hạt đậu          | Song Ngư   | 00h 06m 53.9s     | +08° 21′ 03″    | 16                |
| 7839   |                                              | Sao đôi quang học              | Phi Mã     | 00h 07m 00.6s     | +27° 38′ 07″    |                   |
| 7840   |                                              | Thiên hà xoắn ốc               | Song Ngư   | 00h 07m 08.8s     | +08° 23′ 01″    | 15.8              |